# Люкс, Виталий Валентинович
Вита́лий Люкс (нем. Vitalij Lux, кирг. Виталий Валентинович Люкс; род. 27 февраля 1989, Кара-Балта) — киргизский и немецкий футболист, нападающий. Выступал за сборную Кыргызстана.
В шестилетнем возрасте переехал с родителями из Кыргызстана в Германию. Дебютировал за сборную Кыргызстана 11 июня 2015 года в матче против Бангладеш.
16 января 2019 года в игре с Филиппинами (3:1) на групповом этапе Кубка Азии стал автором первого хет-трика в истории сборной Кыргызстана. Эта победа позволила команде выйти в плей-офф турнира.